# بيل وسيباستيان: المغامرة مستمرة
بيل وسيباستيان : المغامرة مستمرة ( (بالفرنسية: Belle et Sébastien : L'aventure continue)‏ هو فيلم درامي مغامرات فرنسي لعام 2015 من إخراج كريستيان دوغواي. وهو مبني على الرواية الفرنسية عام 1966 "بيل وسيباستيان" للكاتبة سيسيل أوبري ، والتي كانت مبنية على المسلسل التلفزيوني الفرنسي عام 1965. الفيلم هو الثاني من ثلاثية، حيث تم إصدار أول فيلم مغامرة بيل وسيباستيان في 18 ديسمبر 2013، وكان الفيلم الأخير هو بيل وسيباستيان: أصدقاء من أجل الحياة ، صدر في عام 2018.

## الشخصيات
- فيليكس بوسويت [الفرنسية] بدور سيباستيان
- Tchéky كاريو بدور الجد سيزار
- تيري نوفيك بدور بيير
- مارجوكس شاتلير بدور انجلينا
- ثيلان بلوندو بدور جابرييل
- أوربان كانسيلر  [لغات أخرى]‏ بدور العمدة
- Joseph Malerba بدور Alfonso
- Ludi Boeken بدور Marcel
- Jeffrey Noel بدور Louis
- Frédéric Épaud بدور René

## الاستقبال والنقد
حصل الفيلم على تقييم 78% على موقع روتن توميتوز عبر 9 مراجعات نقدية. هوليوود ريبورتر'كتب 's مينتزر أنه من خلال "الشخصيات المرسومة على نطاق واسع والسرد الذي يبدو أقرب إلى عرض خاص بعد المدرسة"، فإن الفيلم "يقدم نوع من الترفيه غير المتطور للأطفال الذي لا ترى بالضرورة أنه يتم إنتاجه بعد الآن". صحيفة ذي إيج 's ويلسون أن الفيلم كان مبسط لكنه غير أصلي، وهو"يحتفظ بقدر كبير من السحر".

## روابط خارجية
- بيل وسيباستيان: المغامرة مستمرة  في قاعدة بيانات الأفلام على الإنترنت (بالإنجليزية)